# 大港街道 (镇江市)
镇江新区大港街道办事处是在原大港镇和原大港街道的基础上合并成立的，是镇江新区政治经济文化中心。

## 简介
街道资源丰富，占尽蓬勃商机之地利，发展迅猛，国家和省市领导高度关心、环境优越。大港街道总面积68.3平方公里，年末常住人口6万余人。下辖5个居委会（社区居委会），14个行政村：港中新村居委会、伯先社区居委会、赵庄社区居委会、港南花苑社区居委会、银山鑫城社区居委会、龙泉村委会、大港村委会、韩桥村委会、段家村委会、华阳村委会、甸上村委会、赵魏村委会、大百村委会、东方村委会、北山村委会、北角村委会、厚角村委会、祝赵村委会、王巷村委会。
大港街道辖区内拥有镇江港务集团、奇美化工、金东纸业等大型企业。辖区内的大港股份是深圳股票交易所的上市公司。